# 稲田植政
稲田 植政（いなだ たねまさ、元禄11年（1698年） - 元文4年9月25日（1739年10月27日））は、徳島藩筆頭家老。淡路洲本城代稲田家7代当主。
幼名は松三郎。通称は勘四郎、九郎兵衛。

## 生涯
元禄11年（1698年）、蜂須賀家家老稲田植幹の子として生まれる。享保3年（1718年）、中老となる。享保7年（1722年）、兄植治の末期養子となって家督相続し、淡路国の最高行政職である洲本仕置となる。元文3年（1738年）に江戸に出府し、同年10月に帰国する。元文4年（1739年）9月25日死去。享年42。家督は嫡男の植久が相続した。